# 炎!修市
炎! 修市（ほのお! しゅういち、1973年5月15日 - ）は、日本の元プロレスラー。

## 経歴
- 2005年、大分プロレスAMWでデビュー。
- 2014年7月15日、眼窩底骨折の重傷からドクターストップがかかったため、引退することを発表。
- 8月29日、大分プロレス大分フォーラス屋上大会で行われた引退セレモニーでケンドー釜山との急遽シングルマッチが行われた[1]。
- 2008年5月11日、九州プロレスシーメイト大会で覆面レスラー「台風」として再デビュー。
- 2014年8月10日、九州プロレス博多スターレーン大会で引退試合が行われた。
- 引退後は九州プロレスでリングアナウンサー「ホノオ!シュウイチ」として活躍。

## 得意技
灼熱バックドロップ
炎!ボンバー
ランニングエルボー

## 入場曲
- 熱き心に（小林旭）